# Sillegny
Sillegny (prononcé [sileɲi] ; nommé également Sillégny non officiellement) est une commune française située en Lorraine, dans le département de la Moselle et la région Grand Est.

## Géographie
Sillegny se situe à 15 km au sud de Metz, dans la vallée de la Seille, un affluent de la Moselle coulant à l'est du village. À l'ouest, les buttes-témoins des côtes de Moselle dominent le paysage. Au nord, après avoir passé le ru des Crux et en direction de Coin-sur-Seille, se trouve le hameau de Loiville, rattaché à la commune.

### Transports

#### Route
Sillegny est traversé par la route départementale 5 (reliant Metz à Cheminot) ainsi que par la route départementale 67 (reliant Arry à Sorbey). Les sorties nº 28 et nº 29 (aussi échangeur avec la N 431, contournement Sud de Metz) de l'A31 se trouvent respectivement à 7,5 km et 8,5 km.

#### Bus
Le village est desservi par les lignes 64 et 65 des Transports interurbains de la Moselle (TIM).

#### Train
Les gares TGV de Louvigny et de Vandières ne sont qu'à une dizaine de minutes du village.

#### Avion
L'aéroport Metz-Nancy-Lorraine n'est qu'à 15 km (par la D 5 et la D 911).

### Hydrographie
La commune est située dans le bassin versant du Rhin au sein du bassin Rhin-Meuse. Elle est drainée par la Seille, le fossé de l'Etang, le ru des Crux et le ruisseau de Vorvang.
La Seille, d'une longueur totale de 137,7 km, prend sa source dans la commune de Maizières-lès-Vic et se jette  dans la Moselle à Metz en limite avec Saint-Julien-lès-Metz, après avoir traversé 57 communes.

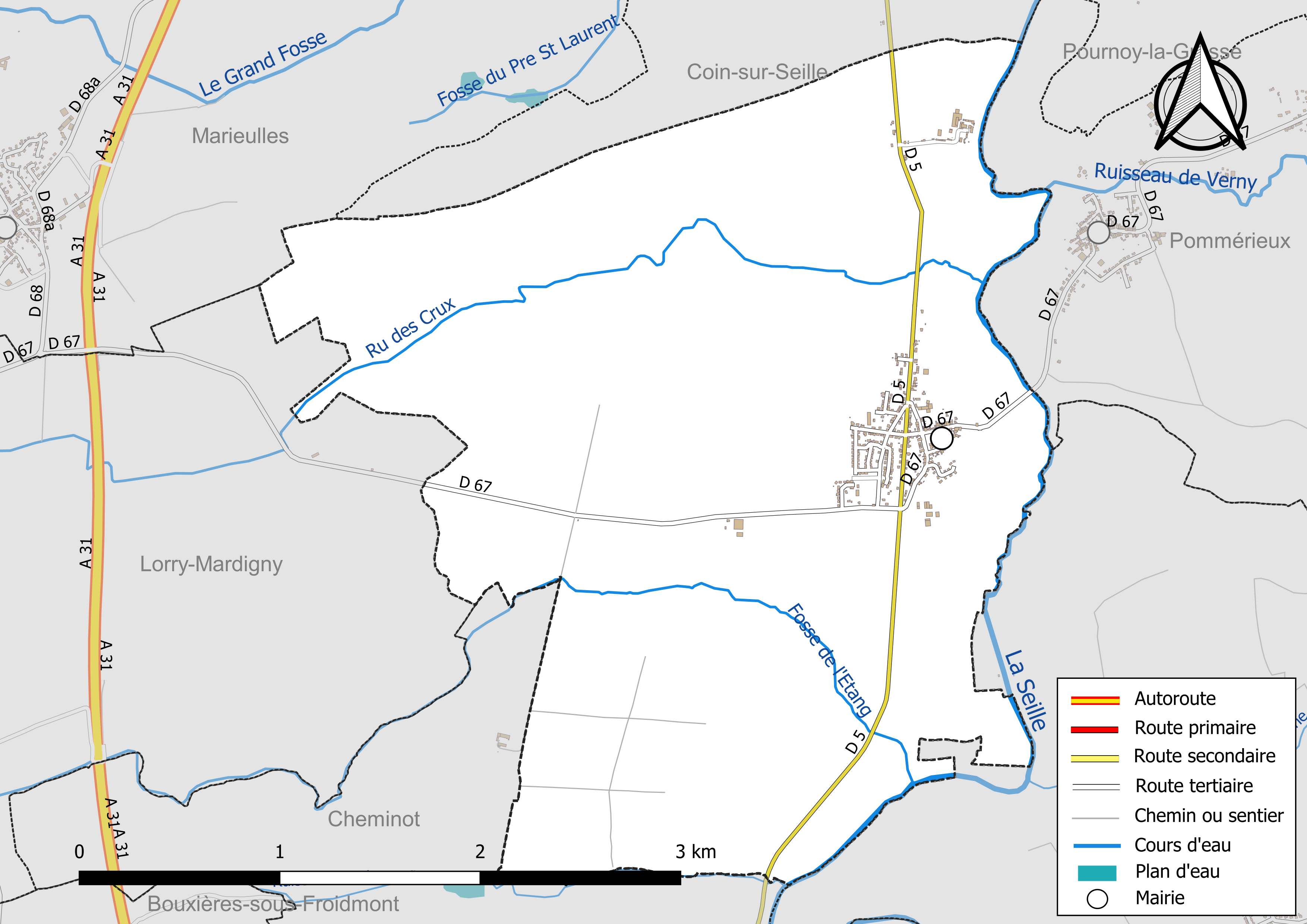
Réseaux hydrographique et routier de Sillegny.

La qualité des eaux des principaux cours d’eau de la commune, notamment de la Seille et du ruisseau de Verny, peut être consultée sur un site spécial géré par les agences de l’eau et l’Agence française pour la biodiversité.

### Climat
Pour des articles plus généraux, voir Climat du Grand Est et Climat de la Moselle.
En 2010, le climat de la commune est de type climat océanique dégradé des plaines du Centre et du Nord, selon une étude du Centre national de la recherche scientifique s'appuyant sur une série de données couvrant la période 1971-2000. En 2020, Météo-France publie une typologie des climats de la France métropolitaine dans laquelle la commune est exposée à un climat semi-continental et est dans la région climatique  Lorraine, plateau de Langres, Morvan, caractérisée par un hiver rude (1,5 °C), des vents modérés et des brouillards fréquents en automne et hiver. 
Pour la période 1971-2000, la température annuelle moyenne est de 9,8 °C, avec une amplitude thermique annuelle de 16,7 °C. Le cumul annuel moyen de précipitations est de 728 mm, avec 11,5 jours de précipitations en janvier et 9,2 jours en juillet. Pour la période 1991-2020, la température moyenne annuelle observée sur la station météorologique de Météo-France la plus proche, « M.n.l. », sur la commune de Goin à 4 km à vol d'oiseau, est de 10,7 °C et le cumul annuel moyen de précipitations est de 678,8 mm. 
La température maximale relevée sur cette station est de 39,5 °C, atteinte le 24 juillet 2019 ; la température minimale est de −16,3 °C, atteinte le 2 janvier 1997,,. 
Les paramètres climatiques de la commune ont été estimés pour le milieu du siècle (2041-2070) selon différents scénarios d'émission de gaz à effet de serre à partir des nouvelles projections climatiques de référence DRIAS-2020. Ils sont consultables sur un site spécial publié par Météo-France en novembre 2022.

## Urbanisme

### Typologie
Au 1er janvier 2024, Sillegny est catégorisée commune rurale à habitat dispersé, selon la nouvelle grille communale de densité à sept niveaux définie par l'Insee en 2022.
Elle est située hors unité urbaine. Par ailleurs la commune fait partie de l'aire d'attraction de Metz, dont elle est une commune de la couronne,. Cette aire, qui regroupe 245 communes, est catégorisée dans les aires de 200 000 à moins de 700 000 habitants,.

### Occupation des sols
L'occupation des sols de la commune, telle qu'elle ressort de la base de données européenne d’occupation biophysique des sols Corine Land Cover (CLC), est marquée par l'importance des territoires agricoles (63,5 % en 2018), une proportion sensiblement équivalente à celle de 1990 (63,6 %). La répartition détaillée en 2018 est la suivante : 
terres arables (49,4 %), forêts (25,7 %), prairies (14 %), milieux à végétation arbustive et/ou herbacée (7,3 %), zones urbanisées (3,5 %). L'évolution de l’occupation des sols de la commune et de ses infrastructures peut être observée sur les différentes représentations cartographiques du territoire : la carte de Cassini (XVIIIe siècle), la carte d'état-major (1820-1866) et les cartes ou photos aériennes de l'IGN pour la période actuelle (1950 à aujourd'hui).

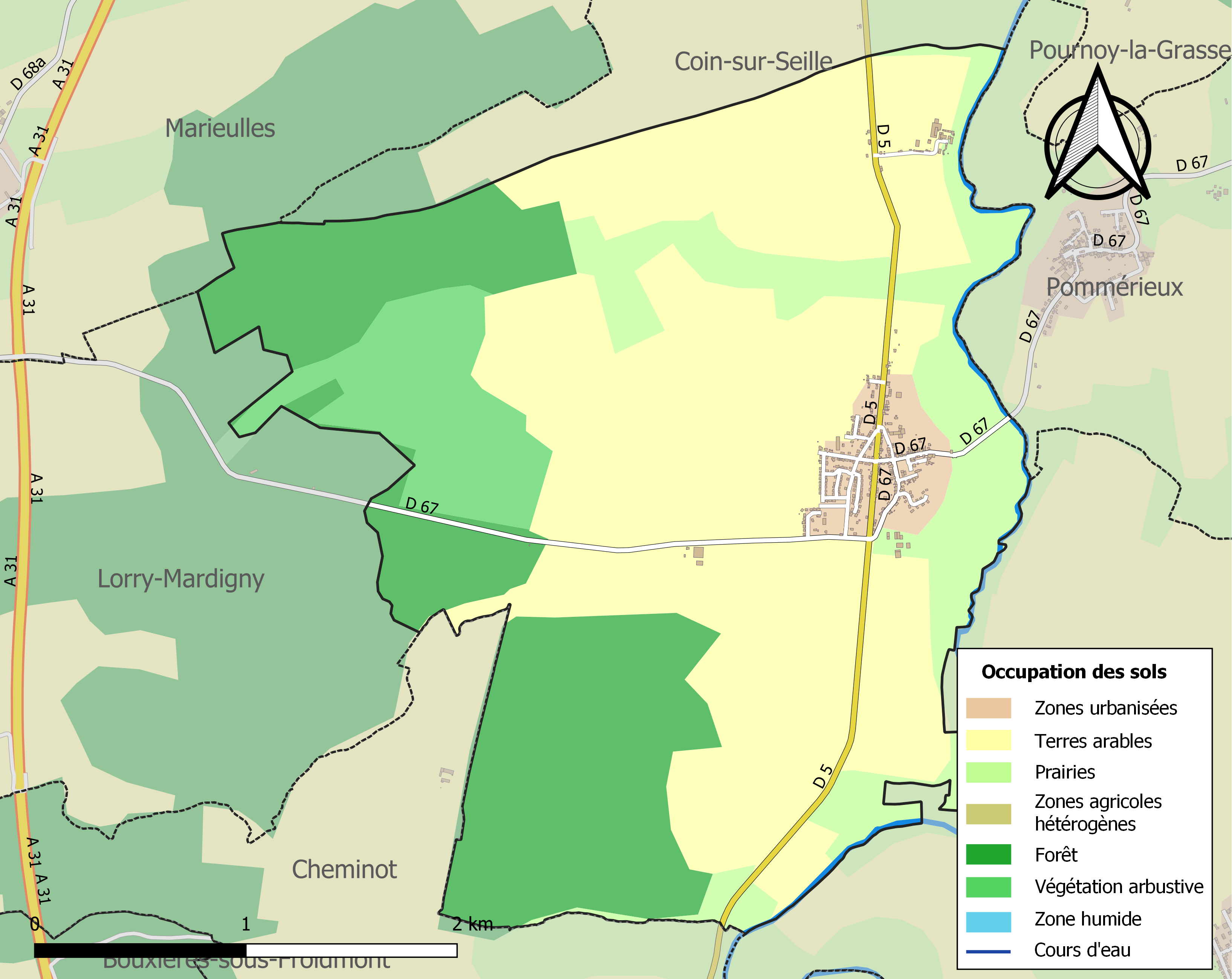
Carte des infrastructures et de l'occupation des sols de la commune en 2018 (CLC).

## Toponymie
Le nom du village proviendrait d'un nom que les Romains donnaient aux domaines ruraux qu'ils avaient développés le long des cours d'eau de la région et finissant par -iacum, suffixe dérivé du -ac de la langue des Médiomatriques qui en évoluant devint -y.
Soleignei (XIIe siècle) ; Solignei, Solignie (1162) ; Sulineium (1226) ; Solengni (1226) ; Soluegny, Solleugny, Sullignetum, Sulignei (1228) ; Sulinei (XIVe siècle) ; Sulligney, Sullegney, Suligney (1331) ; Seligney (1404) ; Sulligney (1455) ; Suliney (1481) ; Cillegney (1497); Sillugneyum (1544) ; Siligni (XVIIe siècle) ; Selligny (1608) ; Seillegny (1615) ; Silligni (1630) ; Silgni (1642) ; Siligny (1642) ; Silleny (1742) ; Silleni, Silligny (1756) ; Silgny (carte Cassini).
En lorrain : Selgny.

### Loiville
Loyveille sus Saille (XVe siècle) ; Loiville (1404) ; Lueville (1440) ; Leuvelle (1610) ; Lioville (1722) ; Loivillé (carte Cassini) ; Loinville (1793).
En lorrain : Leuvelle.

## Histoire
La voie romaine reliant Lyon à Trèves passait également à environ 2 km à l'ouest de Sillegny, longeant aujourd'hui la forêt domaniale des Six-Cantons. À proximité de celle-ci et à la limite avec la commune voisine de Lorry-Mardigny, on trouva les traces d'une villa gallo-romaine, preuve de l'occupation ancienne du site.
Au XIe siècle, Sillegny, alors nommée Soleignie, était la propriété de l'abbaye messine de Saint-Pierre, puis au XIIe siècle celle de la principauté épiscopale de Metz. En 1246, l'évêque Jacques cède le village comme fief à l'abbaye Sainte-Marie, l'église Saint-Martin restant la propriété de l'évêché jusqu'à la Révolution). En 1635, à la fin de la guerre de Trente Ans, le village échappa de peu à la destruction par les Suédois et son église devint un lieu de pèlerinage.
En 1871, à la suite du traité de Francfort et de la guerre franco-allemande, l'actuel département de la Moselle fut annexé par l'Empire allemand et intégré à l'Alsace-Lorraine, ou "territoire impérial d’Alsace-Lorraine". Sillegny devint alors une localité allemande, rebaptisée Sillningen. Dans la forêt domaniale des Six Cantons, près de la route départementale 67 et de la voie romaine, les autorités allemandes bâtirent des casemates, probablement des abris à munitions. Elles sont aujourd'hui à l'abandon.
Sillegny redevint française en 1918, à l'issue de la Première Guerre mondiale. La commune retourna à l'Allemagne en 1940, durant la seconde Annexion de la Moselle. Le village fut évacué au début de la bataille de Metz. Les bombardements américains et les tirs de la 7e division blindée américaine détruisirent le bourg à 95 %. La France reprit possession d'un village ruiné le 21 novembre 1944.

## Politique et administration
En 1790, Sillegny a été rattachée au canton de Verny. Depuis 2015, la commune de la communauté de communes du Sud Messin est rattachée au canton de Faulquemont en Moselle.
| Période                                  | Période   | Identité             | Étiquette | Qualité |
| ---------------------------------------- | --------- | -------------------- | --------- | ------- |
| mars 1977                                | mars 1989 | Paul Lespagnol       |           |         |
| mars 1995                                | mars 2008 | Roger Laprade        |           |         |
| mars 2008                                | mai 2020  | François Lespagnol   |           |         |
| mai 2020                                 | En cours  | Jean-Marc Grunfelder |           |         |
| Les données manquantes sont à compléter. |           |                      |           |         |

## Démographie
L'évolution du nombre d'habitants est connue à travers les recensements de la population effectués dans la commune depuis 1793. Pour les communes de moins de 10 000 habitants, une enquête de recensement portant sur toute la population est réalisée tous les cinq ans, les populations de référence des années intermédiaires étant quant à elles estimées par interpolation ou extrapolation. Pour la commune, le premier recensement exhaustif entrant dans le cadre du nouveau dispositif a été réalisé en 2007.

En 2022, la commune comptait 633 habitants, en évolution de +34,97 % par rapport à 2016 (Moselle : +0,52 %, France hors Mayotte : +2,11 %).
| 1793 | 1800 | 1806 | 1821 | 1836 | 1841 | 1861 | 1866 | 1871 |
| ---- | ---- | ---- | ---- | ---- | ---- | ---- | ---- | ---- |
| 411  | 426  | 425  | 453  | 443  | 472  | 427  | 420  | 383  |

| 1875 | 1880 | 1885 | 1890 | 1895 | 1900 | 1905 | 1910 | 1921 |
| ---- | ---- | ---- | ---- | ---- | ---- | ---- | ---- | ---- |
| 378  | 371  | 377  | 361  | 328  | 326  | 310  | 299  | 259  |

| 1926 | 1931 | 1936 | 1946 | 1954 | 1962 | 1968 | 1975 | 1982 |
| ---- | ---- | ---- | ---- | ---- | ---- | ---- | ---- | ---- |
| 246  | 242  | 247  | 194  | 264  | 272  | 259  | 257  | 324  |

| 1990 | 1999 | 2006 | 2007 | 2012 | 2017 | 2022 | - | - |
| ---- | ---- | ---- | ---- | ---- | ---- | ---- | - | - |
| 338  | 351  | 444  | 457  | 429  | 478  | 633  | - | - |

## Culture locale et patrimoine

### Lieux et monuments
C'est un village fleuri : deux fleurs.
- Château reconstruit en 1736 et vendu comme bien national à la Révolution, acquis au début du XIXe siècle par Antoine Georgin de Mardigny. Après 1918 Paul de Turgy le vendit à Léon Michel qui le céda à l'académicien François de Curel. Il fut rasé par les bombardements américains pendant la Seconde Guerre mondiale. Il n'en reste que le portail.
- Monument Souviens-toi : inauguré le 6 novembre 1988, il se situe à proximité de la statue Notre-Dame-des-Champs, près de l'école.

### Édifices religieux

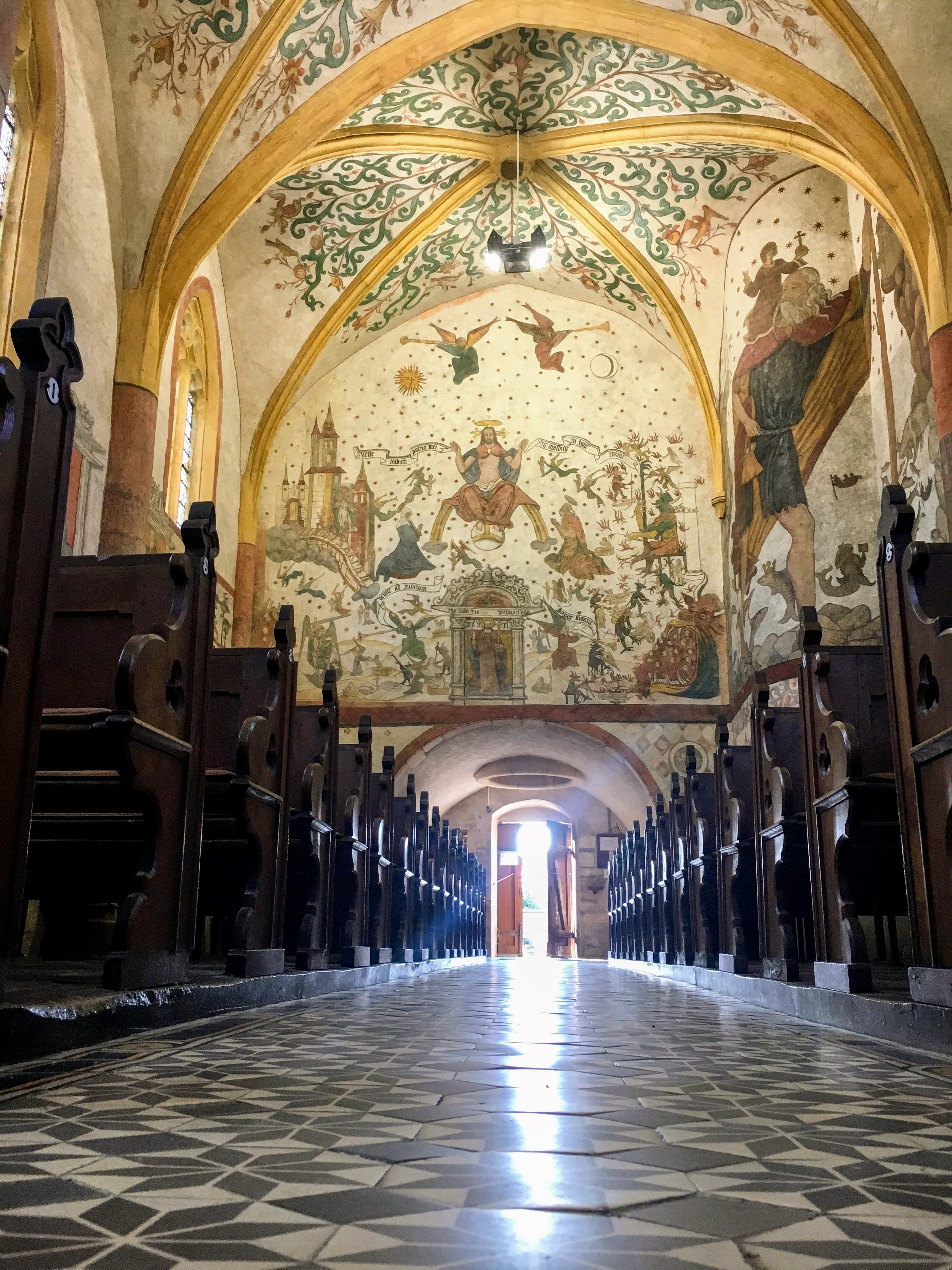
Intérieur de l'église Saint-Martin.

- Église Saint-Martin, surnommée « la Sixtine de la Seille ». Sa nef fut édifiée au XVe siècle. Cette église classée[19], de style gothique, possédait une tour massive et fortifiée qui servait à protéger les habitants dans les temps troublés.

Ce sont des fresques religieuses qui font la richesse de l'édifice, couvrant murs et voûtes intérieurs. Ces fresques anonymes, représentant des scènes religieuses, des saints et des saintes, sont datées du deuxième quart du XVIe siècle (c.1540). Sur le mur Nord du chœur, un Arbre de Jessé est particulièrement impressionnant.
- Chapelle : elle se trouve dans le bois de Curelle.
- Croix Lorette : elle fut construite par Jacques Lorette en 1892. On y trouve l'inscription: « À l'honneur de Dieu et de la Sainte Trinité et aux devoirs des passants ».

### Loiville
Loiville est un hameau rattaché à la commune de Sillegny et situé à un kilomètre au nord du village, au bord de la Seille.
Au début du XVe siècle, Loiville appartient à Jehan Drowin, chevalier messin du paraige de Saint-Martin, et possède cinq feux.
Au XVe siècle, le hameau s'appelait Loyveille-sur-Saille. On y trouvait une ferme-château. Sa population, en 1674, s'élevait à 113 habitants.

### Héraldique
| Blason de Sillegny | Blason  | Coupé d'or à la tour de sable, ouverte et ajourée du champ, et d'azur à la lettre M d'argent, couronnée d'or, accostée de deux fleurs de lys du même |
| Blason de Sillegny | Détails | Le statut officiel du blason reste à déterminer. |